# 阿卜杜拉赫曼·瓦希德
阿卜杜拉赫曼·瓦希德（印尼語：i/ˌɑːbdʊəˈrɑːxmɑːn wɑːˈhiːd/，1940年9月7日—2009年12月30日），暱稱，其华语姓氏陈，印度尼西亚政治家和伊斯兰宗教领袖，民族觉醒党創立者，曾任印度尼西亚总统（1999年－2001年），因涉嫌貪污而任期未滿便被彈劾，但他在宗教與種族間的和解上做出了巨大貢獻，由此獲得2003年世界和平獎元首級的最高榮譽獎。瓦希德因青光眼导致视力障碍，左眼失明，右眼部分失明。
瓦希德的昵称Gus Dur源自“Gus”，这是对kyai（指爪哇伊斯蘭專家）儿子的常见尊称]，也源自“bagus”（爪哇语中“英俊的小伙子”）的缩写形式。

## 身世
瓦希德有華人、阿拉伯和爪哇血統。
父系先祖陈金汉（Syekh Abdul Qadir Tan Kiem Han），乃伊斯兰教长老，祖籍中国福建省泉州市晋江市仕春村，于明永乐十五年（1417年）郑和第五次下西洋时随船队前往印尼传道，定居于泗水。
瓦希德因青光眼导致视力障碍，左眼失明，右眼部分失明。
2009年12月30日，瓦希德在雅加达的一家医院逝世，享年69岁。

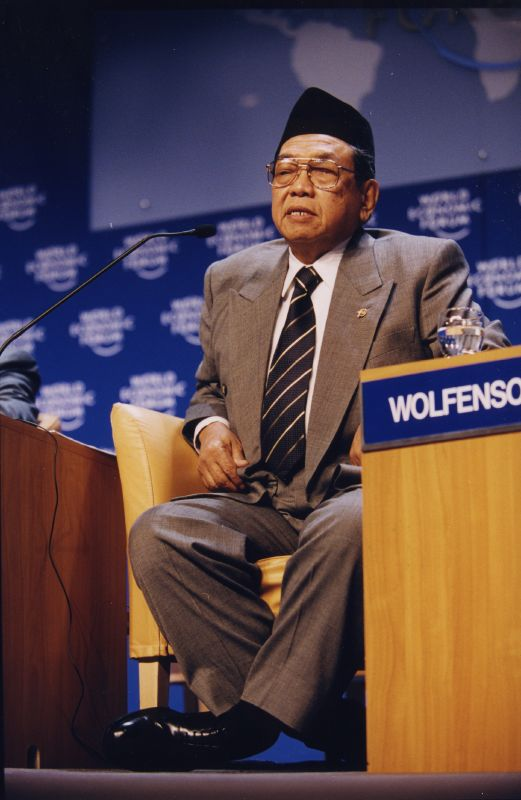
2000年10月14日瓦希德在世界经济论坛上发表演讲

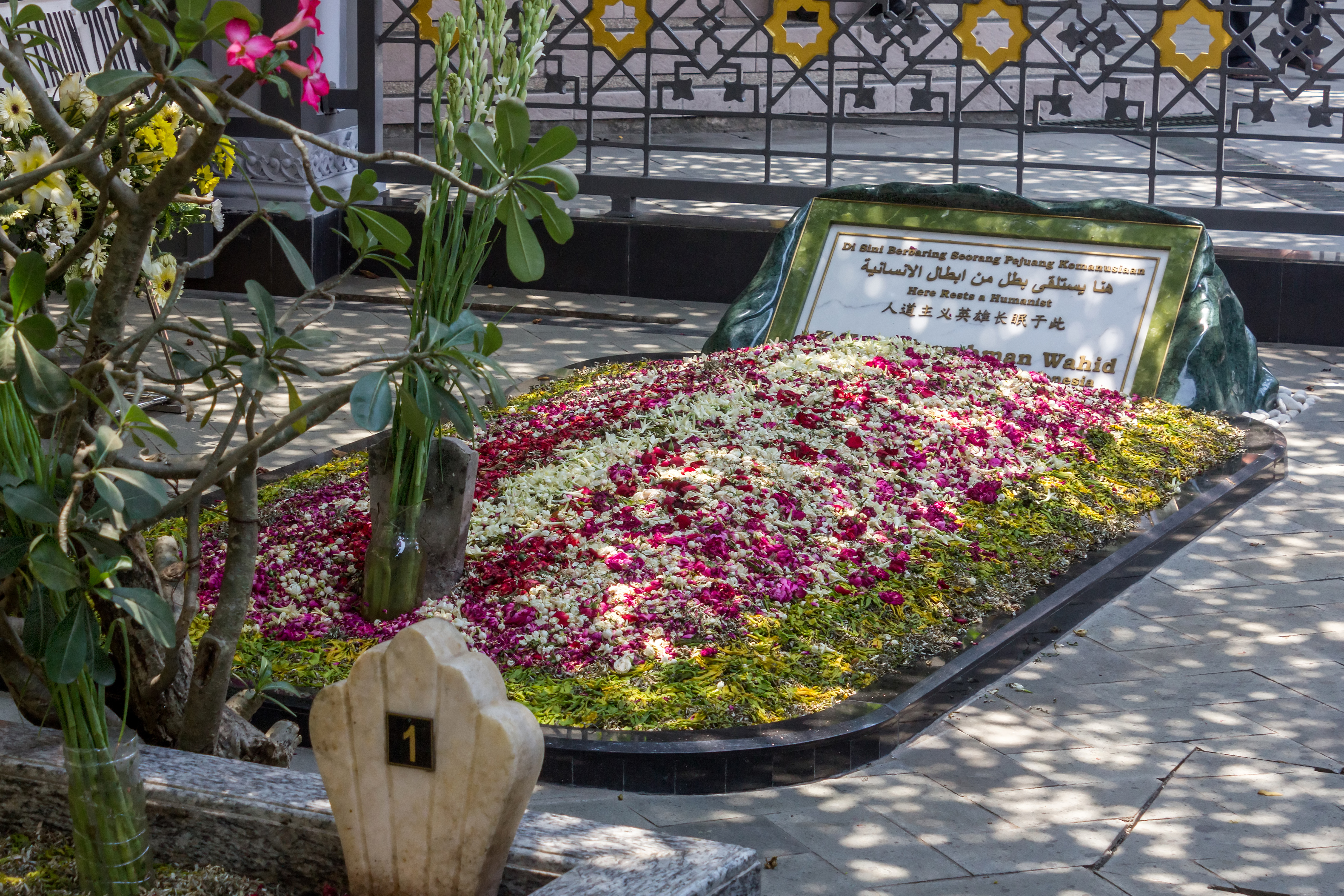
瓦希德位於家鄉絨網縣（宗班）的墓地

## 保護多元文化
阿卜杜拉赫曼·瓦希德总统在解除农历新年禁令方面发挥了重要作用。印尼新秩序政府通过苏哈托总统签署的1967年第14号总统指示限制印尼華人庆祝农历新年的活動必須在華人家庭内部。 2000年1月17日，阿卜杜拉赫曼·瓦希德总统颁布了2000年第6号总统令，废除了先前的指示。瓦希德也是2000年将孔教确立为印尼第六大宗教的人，也是保护印尼少数民族权利的人。瓦希德被授予“多元主义之父”的称号。